# Lijst van burgemeesters van Maasbree
Dit is een lijst van burgemeesters van de voormalige Nederlandse gemeente Maasbree in de provincie Limburg. Sinds 2010 maakt Maasbree deel uit van de nieuwe gemeente Peel en Maas.
| Ambtsperiode | Naam burgemeester                                         | Partij of stroming | Bijzonderheden            |
| ------------ | --------------------------------------------------------- | ------------------ | ------------------------- |
| 1800 - 1815  | J. Vervoort                                               |                    | maire                     |
| 1815 - 1830  | Willem/Guillaume ( W.J.A.J.M. / G.J.A.J.M. ) baron d'Olne |                    | maire/schout/burgemeester |
| 1830 - 1832  | J.M. Carleij                                              |                    |                           |
| 1832 - 1835  | H.A. Verhaegh                                             |                    | gedelegeerd               |
| 1835 - 1836  | J.M. Carleij                                              |                    |                           |
| 1836 - 1840  | G. Janssen                                                |                    |                           |
| 1840 - 1852  | Willem/Guillaume ( W.J.A.J.M. / G.J.A.J.M. ) baron d'Olne |                    |                           |
| 1852 - 1863  | J.F. Gommans                                              |                    |                           |
| 1863 - 1867  | Jean (J.M.L.H.) Clercx                                    |                    |                           |
| 1867 - 1868  | J.F.H. de Pollart                                         |                    |                           |
| 1868 - 1892  | Gerard (G.) Peeters                                       |                    |                           |
| 1892 - 1894  | Jean (J.M.L.H.) Clercx                                    |                    |                           |
| 1894 - 1903  | H.H. Janssen                                              |                    |                           |
| 1903 - 1919  | F.J.J.M. van der Knaap                                    |                    |                           |
| 1919 - 1937  | Chr.H.H.G. Coenegracht                                    |                    |                           |
| 1938 - 1941  | Charles (Ch.W.E.G.) Janssens                              |                    |                           |
| 1941 - 1943  | A.M.J.A. Regout                                           | NSB                |                           |
| 1944         | J.C. Poolman                                              | NSB                |                           |
| 1944 - 1960  | Ch.W.E.G. Janssens                                        |                    |                           |
| 1960 - 1968  | Frans (F.G.L.L.) Schols                                   | KVP                |                           |
| 1969 - 1976  | Harry (H.J.M.) Defesche                                   | KVP                |                           |
| 1976 - 1984  | Antoon (A.J.) Hubben                                      | KVP / CDA          |                           |
| 1984 - 1992  | Cees (C.E.J.M.) van Berckel                               | CDA                |                           |
| 1992 - 2003  | Clemens (C.M.A.) Brocken                                  | CDA                |                           |
| 2003         | Hans (J.A.G.) van Mierlo                                  | PvdA               | waarnemend                |
| 2003 - 2009  | Gerard (G.C.G.M.) Rabelink                                | WOS                |                           |
| 2009 - 2010  | Margot (M.T.P.) Hofman-Ruijters                           | CDA                | waarnemend                |